# Prunus ussuriensis
Prunus ussuriensis är en rosväxtart som beskrevs av Nikolai Vasilevich Kovalev och Kostina. Prunus ussuriensis ingår i släktet prunusar, och familjen rosväxter. Inga underarter finns listade i Catalogue of Life.